# Praat

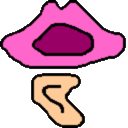
Icône de Praat jusqu’en 2020

Praat est un logiciel libre scientifique gratuit conçu pour la manipulation, le traitement et la synthèse de sons vocaux (phonétique). Il a été conçu à l'institut de sciences phonétiques de l'université d'Amsterdam par Paul Boersma et David Weenink. 
Il peut s'exécuter sur un grand nombre de plates-formes.
Praat est écrit en C++.
C'est un outil qui est utilisé par exemple pour travailler sur des études phonologiques. Le logiciel permet, par exemple, de segmenter et d'annoter des données de parole. Il permet ainsi d'annoter et de transcrire, par exemple de manière orthographique, un enregistrement. 
On peut utiliser une fonction de zoom qui permet de travailler au niveau segmental, ou bien travailler à plus large échelle sur la prosodie de la parole. Des filtres permettent également de modifier le signal de parole d'origine.